# (73449) 2002 NW18
(73449) 2002 NW18 – planetoida z pasa głównego asteroid okrążająca Słońce w ciągu 5,46 lat w średniej odległości 3,1 j.a. Odkryta 9 lipca 2002 roku.